# چشمه نور ایران
چشمه نور ایران یا شتابگر ملی ایران، یک آزمایشگاه شتاب‌دهنده ذرات سنکروترون در حال ساخت در شهر قزوین است.

## طراحی
چشمه نور ایران بزرگ‌ترین تسهیلات آزمایشگاهی در مقیاس بزرگ برای پژوهش‌های بین رشته‌ای در کشور است که با هدف تولید تابش سنکروترونی با درخشندگی بسیار زیاد به منظور انجام آزمایش‌های گوناگون در زمینه‌های فیزیک، شیمی، پزشکی، علم مواد، محیط زیست، نانوفناوری، داروسازی و … به تصویب رسیده است. بر اساس طراحی‌های انجام شده، چشمه نور ایران شامل یک حلقه انبارش الکترونی با محیط ۵۲۸ متر است که الکترون‌ها با انرژی ۳ گیگا الکترون ولت، جریان ۴۰۰ میلی‌آمپر و گسیلندگی ۴۷۷/۰ نانومتر رادیان در آن انبار می‌شود. نور تولید شده در خطوط باریکه در طیف وسیعی از انرژی از فروسرخ تا اشعه ایکس سخت با درخشندگی بسیار زیاد، قطبیدگی دلخواه، انرژی قابل تنظیم ابزار مناسبی برای آزمایش‌های مختلف در زمینه‌های گوناگون علمی است که می‌تواند اطلاعات بسیار دقیقی از جزئیات ساختار ماده را در مقیاس اتمی و مولکولی به دست دهد. طراحی و ساخت بخشی از قطعات شتابگر نظیر تقویت کننده بسامد رادیویی حالت جامد، تفنگ الکترونی گرمایونی، مغناطیس‌های دوقطبی و چهارقطبی، دستگاه‌های اندازه‌گیری میدان مغناطیسی و منابع تغذیه با پایداری بسیار زیاد در آزمایشگاه تحقیق و توسعه طرح شتابگر ملی ایران انجام شده است. 